# Kleiner Kliestower See
Kleiner Kliestower See – jezioro w północno-wschodniej części Frankfurtu nad Odrą, w dzielnicy Kliestow, nieopodal drogi krajowej B5. Jego wielkość wynosi 0,94 ha.